# Gaila González
Gaila González, född 25 juni 1997, är en  volleybollspelare (högerspiker).
González spelar i Dominikanska republikens landslag och vann med dem  nordamerikanska mästerskapet 2019 och 2021. Hon har även spelat med landslaget vid VM 2022. Hon har spelat med klubbar i Dominikanska republiken, Puerto Rico, Turkiet och Ryssland.